# Carmen Ionescu (gimnastă)
Carmen Ionescu (n. 22 noiembrie 1985, București, România) este o fostă gimnastă română.

## Cariera
A fost medaliată cu aurul mondial pe echipe (2001).
Carmen Ionescu a fost printre primele gimnaste care au reușit un salt înapoi cu trei șuruburi și jumătate în cadrul unei competiții oficiale la sol. Printre alte elemente executate de gimnastă se numără saltul grupat cu întoarcere 360 în combinație cu două flicuri, coborâre din rondă cu salt înapoi cu trei șuruburi.

## Legături externe
- Biografie și statistica lui Carmen Ionescu